# Hymenochaete spathulata
Hymenochaete spathulata är en svampart som beskrevs av J.C. Léger 1981. Hymenochaete spathulata ingår i släktet Hymenochaete och familjen Hymenochaetaceae.   Inga underarter finns listade i Catalogue of Life.